# Novo Selo (Selca)
Novo Selo je mjesto na otoku Braču, u Hrvatskoj. Nalazi se na istočnom dijelom otoka. Administrativno je u sastavu općine Selca.
Prema popisu stanovnika iz 2011. godine, Novo Selo ima 152 stanovnika.
Naselje su osnovali Poljičani doseljeni za mletačko-turskih ratova oko 1574. godine. U drugoj polovini 18. stoljeća imalo je oko 170 stanovnika.

## Stanovništvo
| broj stanovnika | 183   | 209   | 246   | 374   | 451   | 459   |       | 283   | 295   | 304   | 290   | 251   | 206   | 205   | 179   | 152   | 109   |
|                 | 1857. | 1869. | 1880. | 1890. | 1900. | 1910. | 1921. | 1931. | 1948. | 1953. | 1961. | 1971. | 1981. | 1991. | 2001. | 2011. | 2021. |

## Spomenici i znamenitosti
- Crkva Navještenja Blažene Djevice Marije
- Villa rustica na Bunjama

## Vanjske poveznice
|  | Zajednički poslužitelj ima još gradiva o temi Novo Selo (Selca) |